# Hydrographers Cove
Die Hydrographers Cove (russisch бухта Гидрографов buchta Gidrografow, „Bucht der Hydrographen“) ist eine Nebenbucht der Maxwell Bay im Südwesten von King George Island, der größten der Südlichen Shetlandinseln.
Sie trennt den Südwesten von Ardley Island von der Fildes-Halbinsel.
In der Bucht liegt Geologists Island, und nördlich des nur bei Ebbe trockenfallenden Isthmus, der Ardley Island mit der Fildes-Halbinsel verbindet, schließt sich die Ardley Cove an (auf der deutschen Karte von 1984 mit „Hydrographenbucht“, „Geologeninsel“ und „Ardleybucht“ beschriftet).
Die Bucht wurde nach Kartierungen der Sowjetischen Antarktisexpedition von der Bellingshausen-Station aus auf einer Karte von 1968 бухта Гидрографов genannt. Auf einer englischsprachigen Karte derselben Autoren von 1971 ist die Bucht mit „Gidrografov Inlet“ beschriftet. Das britische Antarctic Place-names Committee (APC) übersetzte den russischen Namen 1980 sinngemäß ins Englische. Chinesische Wissenschaftler benannten sie 1984 dagegen als Changcheng Wan (chinesisch 长城湾 ‚Große-Mauer-Bucht‘), ohne dass diese Mehrfachbenennung im Composite Gazetteer of Antarctica bislang bemerkt worden wäre.
An der Bucht liegt die chinesische Große-Mauer-Station. Von der Fildes-Halbinsel münden Hydrographen-, Wind-, Sturmvogel-, Nebel- und Flechtenbach in die Bucht.